# Hugh Jackman
Hugh Michael Jackman, född 12 oktober 1968 i Sydney i New South Wales, är en australisk skådespelare. Han är mest igenkänd för sin roll som Wolverine i X-Men-filmserien men har också blivit prisad med en Golden Globe för sin roll i musikalen Les Misérables (2012). Han är också en prisad och aktad teaterskådespelare.

## Biografi

### Uppväxt
Hugh Jackman föddes som son till Grace Greenwood och Christopher John Jackman. Hans far var revisor och utbildad vid Universitetet i Cambridge. Båda föräldrarna var från England och immigrerade till Australien 1967. Jackman innehar därför både brittiskt och australiskt medborgarskap. Han uppfostrades kristet eftersom föräldrarna hade konverterat till evangelisten Billy Graham. Jackman har fyra äldre syskon och han var det andra som föddes i Australien. Han har också en yngre halvsyster på moderns sida. Föräldrarna skilde sig när Jackman var 8 år gammal och han stannade kvar i Australien med sina två bröder och sin far. Modern flyttade tillbaka till England med de två systrarna.
Jackman gick på två skolor under grundskolan. Först en allmän och sedan en privat pojkskola. På den senare deltog han i både skolpjäser och i sport. Han var med i skolans uppsättning av My Fair Lady 1985. Han skulle efter skolan ta ett sabbatsår för att åka till England och arbeta som gymnastiklärare. Han började 1988 studera kommunikation vid University of Technology i Sydney och examinerades 1991. Hans sista år på universitetet så tog han en kurs i drama för att få sina slutgiltiga poäng. Han hade huvudrollen i pjäsen The Memorandum och har sagt att han kände sig mer hemma i pjäsen på en vecka, än vad han någonsin gjort under hela sin studietid.
Efter sin examen fortsatte han läsa en ett år lång teaterkurs i Sidney. Ungefär när han var 22 år gammal insåg han att han ville arbeta med skådespelande även om han kände att han var mycket sämre än sina kurskompisar. Han blev efter kursen erbjuden en roll i den populära TV-serien Grannar. Han avböjde för att fortsätta studera på Western Australian Academy of Performing Arts där han examinerades 1994.

### Tidig karriär
Samma kväll som Jackman hade sitt examensframträdande fick han ett samtal om ett jobberbjudande i TV-serien Correlli (1995). Han har sagt: "Jag var tekniskt sett arbetslös i tretton sekunder". På inspelningarna kom han även att träffa sin framtida fru Deborra-Lee Furness vilket han också nämnt var det bästa med att arbeta på serien. Serien gick bara i en säsong men Jackman fick rollen som Gaston i en teateruppsättning av Skönheten och odjuret i Melbourne. Han fortsatte med teater i Melbourne fram till 1998 då han fick en roll på West End i London i musikalen Oklahoma!. Rollen skulle ge honom en nominering till Bästa skådespelare för ett Olivier Award. Han var också med i TV-films versionen 1999.

### Genombrott med Wolverine

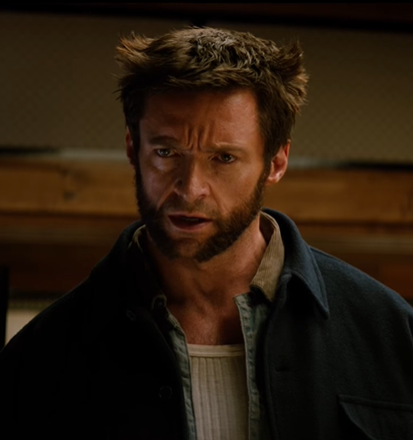
Hugh Jackman som Wolverine.

Jackman fick sitt genombrott med rollen som Wolverine i superhjältefilmen X-Men (2000). Filmen var regisserad av Bryan Singer och baserades på Marvelserietidningarna med samma namn. I filmen syntes också Patrick Stewart, Halle Berry, Ian McKellen och Anna Paquin. Rollen var först skriven för Russell Crowe, som istället föreslog Jackman. Hans fru tyckte rollen var löjlig och tyckte att han skulle tacka nej till den. Filmen fick dock både god kritik och blev en komersiell framgång. Jackman mottog även ett Saturn Award för Bästa skådespelare för sin insats. För att förberedda sig för rollen, som hade lite men känslomässigt viktig dialog studerade han vargar och hämtade inspiration från Clint Eastwood, Mel Gibson (särskilt Mad Max) och Mike Tyson.
Jackman syntes sedan i den romantiska komedin Kate och Lepold (2001) som han blev nominerad till en Golden Globe för. Han skulle återförenas med Halle Berry i actionfilmen Swordfish (2001). Samma år var han också värd för Saturday Night Live. Han repriserade rollen som Wolverine i X-Men 2 (2003) vilken kom att bli lika uppskattad som föregångaren men en än större succé på biograferna. Samma år skulle han spela huvudrollen i en Broadway-uppsättning av musikalen The Boy from Oz. Musikalen blev en succé och Jackman vann både en Tony Award och en Drama Desk Award i kategorin Bästa skådespelare. Året efter hade han titelrollen i actionfilmen Van Helsing. Filmen blev sågad men en finansiell framgång.

### Etablerad skådespelare och etablerad Wolverine
Jackman fick frågan om att ta över rollen som James Bond innan frågan gick vidare till Daniel Craig. Jackman avböjde då han var mitt i inspelningen av X-Men 2 och hade andra åtagande. Men också för att han kände att Wolverine började bli något av en ikon och ville inte vara förknippad med ytterligare en ikon. År 2006 repriserade Jackman rollen i musikalen The Boy from Oz  då han tog uppsättningen på turné i Australien. Han syntes också det året i inte mindre än sex filmer. Han repriserade sin roll som Wolverine i X-Men-The Last Stand. Den fick ett sämre mottagande än föregångarna men blev ändå en kommersiell succé. Han medverkade i den Christoffer Nolan regisserade The Prestige och i den Woody Allen regisserade Scoop. Han skulle spela tre roller i den Darren Aronofsky regisserade The Fountain. Jackman har sagt att de tre rollerna var de svåraste han gjort i sin karriär.
År 2006 lånade han även ut sin röst i de animerade filmerna Bortspolad och Happy Feet. Han skulle året efter producera och medverka i TV-serien Viva Laughlin, men serien lades ner redan efter två avsnitt. Jackman skulle än en gång ersätta Russell Crowe i den Baz Luhrmann regisserade episka dramat Australia (2008). Han skulle återigen reprisera sin roll som Wolverine i den fristående X-Men Origins: Wolverine (2009). Filmen skulle bli sågad av kritiker men ändå bli en succé på biograferna. Han skulle samma år medverka tillsammans med Daniel Craig i pjäsen A Steady Rain som gick i tre månader på Broadway.
Jackman repriserade sin roll som Wolverine i X-Men: First Class (2011) som var början på en ny trilogi och skulle introducera superhjältarna som unga. Jackman syntes bara i en kort sekvens. Han skulle samma år även synas i Real Steel. Under samma år skulle han också sätta ihop en egen show i tre städer som värvades med hans favorit musikalnummer och där han berättade om sitt liv i Hollywood. Samt visade intima bilder på sin uppväxt och familj.

### Oscarsnominering och Wolverines pension

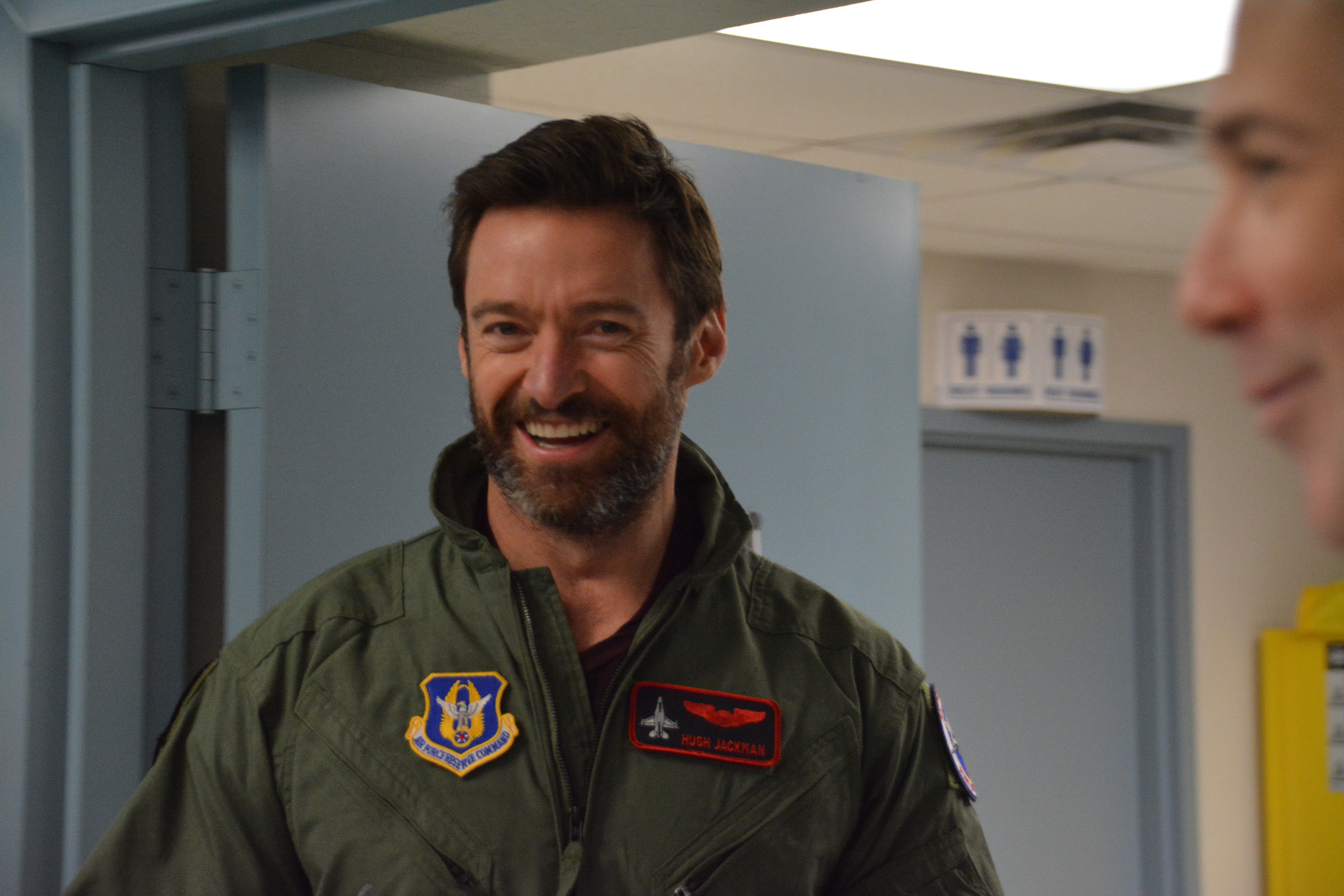
Hugh Jackman efter att ha hållit i en förhandsvisning av Eddie the Eagle (2015) för soldater på en militärbas i Texas. Ombytt för att få åka med i ett jetflygplan.

Jackman skulle medverka tillsammans med Russell Crowe, Anne Hathaway och Eddie Redmayne i musikalfilmen Les Misérables (2012). Filmen blev en framgång hos både kritiker och publik. Jackman skulle dessutom få sin första oscarsnominering för Bästa manliga huvudroll för sin insats. Han skulle få mottaga en Golden Globe i samma kategori. Han skulle sedan synas bredvid Kate Winslet i komedin Movie 43 (2013) som innehöll en samling sketcher med en väldigt gedigen rollista. Filmen skulle bli brutalt sågad när den släpptes men har på senare tid fått upprättning och blivit en kultfilm. Han medverkade i den Denis Villeneuve regisserade Prisoners (2013) och repriserade rollen som Wolverine i The Wolverine (2013). Han repriserade även rollen året efter i X-Men: Days of Future Past, där den gamla ensemblen möter den nya.

Han syntes sedan i den Neill Blomkamp regisserade Chappie (2015) tillsammans med hiphop-duon Die Antwoord och Sigourney Weaver. Han skulle sedan spela Svartskägg i Pan (2015) som baserades på historien om Peter Pan. Filmen blev brutalt sågad och en finansiell katastrof. Den förlorade mer än 150 miljoner dollar. Jackman porträtterade backhopparen Bronson Peary i den biografiska komedin Eddie the Eagle (2015). Han medverkade tillsammans med Taron Egerton och filmen blev kritikerrosad. Han avslutade 2015 med att åka på turné i Australien med en liknande show han hade satt upp 2011.

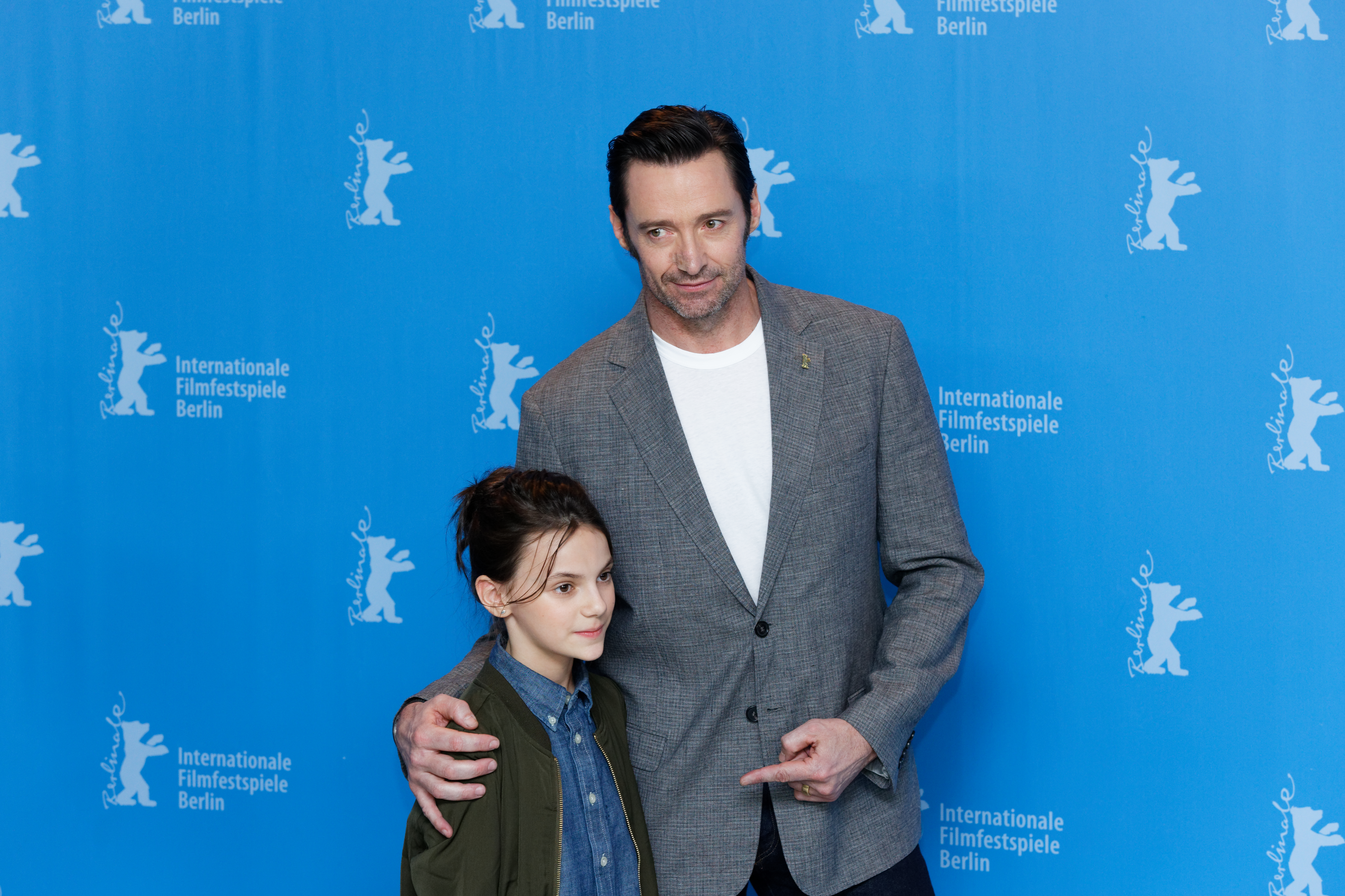
Hugh Jackman tillsammans med Dafne Keen på Berlins filmfestival 2017.

Jackman repriserade sedan Wolverine återigen både som en cameo i X-Men: Apocalypse (2016) och i den tredje solofilmen Logan – The Wolverine (2017). Logan var tänkt att bli den sista filmen som Jackman gjorde med Wolverine. Den blev kritikerrosad och har kallats för en av de bästa superhjältefilmerna genom tiderna. Även Jackman och hans medspelare Patrick Stewart och Dafne Keen blev hyllade. Samma år porträtterade han även P.T. Barnum i musikalen The Greatest Showman. Filmen blev en succé och Jackman nominerades till sin tredje Golden Globe för rollen. Han skulle mottaga en Grammy Award för Bästa soundtrack. Han porträtterade sedan politikern Gary Hart i filmen The Front Runner (2018). Filmen skulle både få dålig kritik och floppa, den drog bara in 3 miljoner dollar av sin 25 miljoner dollar budget.

### Vidare karriär och Wolverine återuppstår
År 2019 åkte Jackman på en världsturné där han uppträdde med låtarna från The Greatest Showman och andra musikalnummer från Broadwayshower och Hollywoodfilmer. Turnén innefattade 88 datum i Nordamerika, Europa och Oceanien. Han syntes det året också bredvid Allison Janney i filmen Bad Education. Han syntes sedan i den Florian Zeller regisserade The Son (2022) som var baserad på regissörens egna pjäs med samma namn. Han skulle det året också återväda till teatern i musikalen The Music Man. Musikalen fick blandad kritik men blev en finansiell succé. Jackman fick sin andra nominering till en Tony Award för sin insats.
Jackman repriserade rollen som Wolverine i Deadpool & Wolverine (2024) där han slår sig ihop med Ryan Reynolds superhjälte Deadpool i Marvel Cinematic Universe. Filmen blev trots ljumna recensioner en succé och spelade in över 1,2 miljarder dollar. Filmen blev den mest inkomstbringande barnförbjudna filmen någonsin.

## Privatliv
Jackman gifte sig med Deborra-Lee Furness den 11 april 1996. De träffades på inspelningen av TV-serien Correlli. De kom att få två missfall och adopterade istället två barn, sonen Oscar Maximillian och dottern Ava Eliot. I september 2023 meddelade paret att de har separerat.
Under 2013 upptäckte Jackman att han hade basalcellscancer i näsan vilket han fick en operation mot i november månad. Cancern kom tillbaka och han fick göra en till operation i maj 2014. Det resulterade i att han fick gå med plåster för näsan på alla premiärer av X-Men: Days of Future Past. Han har sedan dess uppmanat alla att använda solkräm.
Jackman spelar gitarr, piano och violin. Han utövar också både yoga och transcendental meditation.

## Filmografi (i urval)

### Film
| År   | Titel                                    | Roll                          | Notering        |
| ---- | ---------------------------------------- | ----------------------------- | --------------- |
| 1999 | Erskineville Kings                       | Wace                          |                 |
| 1999 | Oklahoma!                                | Curly McLain                  | TV-film         |
| 1999 | Paperback Hero                           | Jack Willis                   |                 |
| 2000 | X-Men                                    | Logan / Wolverine             |                 |
| 2001 | Trogen tjur sökes                        | Eddie                         |                 |
| 2001 | Swordfish                                | Stanley Jobson                |                 |
| 2001 | Kate och Lepold                          | Leopold Mountbatten           |                 |
| 2003 | X-Men 2                                  | Logan / Wolverine             |                 |
| 2004 | Van Helsing                              | Gabriel Van Helsing           |                 |
| 2004 | Van Helsing: The London Assignment       | Gabriel Van Helsing           | Röstroll        |
| 2005 | Stories of Lost Souls                    | Roger                         |                 |
| 2006 | X-Men: The Last Stand                    | Logan / Wolverine             |                 |
| 2006 | Scoop                                    | Peter Lyman                   |                 |
| 2006 | The Fountain                             | Tomás, Tommy och Tom Creo     |                 |
| 2006 | The Prestige                             | Robert Angier och Gerald Root |                 |
| 2006 | Bortspolad                               | Roddy St. James               | Röstroll        |
| 2006 | Happy Feet                               | Memphis                       | Röstroll        |
| 2008 | Deception                                | Wyatt Bose                    | Även producent  |
| 2008 | Australia                                | The Drover                    |                 |
| 2009 | X-Men Origins: Wolverine                 | Logan / Wolverine             | Även producent  |
| 2011 | X-Men: First Class                       | Logan / Wolverine             | Cameo           |
| 2011 | Snow Flower and the Secret Fan           | Arthur                        |                 |
| 2011 | Butter                                   | Boyd Bolton                   |                 |
| 2011 | Real Steel                               | Charlie Kenton                |                 |
| 2012 | De fem legenderna                        | Påskharen Harry               | Röstroll        |
| 2012 | Les Misérables                           | Jean Valjean                  |                 |
| 2013 | Movie 43                                 | Davis                         |                 |
| 2013 | Prisoners                                | Keller Dover                  |                 |
| 2013 | The Wolverine                            | Logan / Wolverine             |                 |
| 2014 | X-Men: Days of Future Past               | Logan / Wolverine             |                 |
| 2014 | Natt på museet: Gravkammarens hemlighet  | Kung Arthur / Sig själv       | Cameo           |
| 2015 | Chappie                                  | Vincent Moore                 |                 |
| 2015 | Me and Earl and the Dying Girl           | Sig Själv                     | Röstroll, cameo |
| 2015 | Pan                                      | Svartskägg                    |                 |
| 2015 | Eddie the Eagle                          | Bronson Peary                 |                 |
| 2016 | X-Men: Apocalypse                        | Logan / Wolverine             | Cameo           |
| 2017 | Logan – The Wolverine                    | Logan / Wolverine och X24     |                 |
| 2017 | The Greatest Showman                     | P.T. Barnum                   |                 |
| 2018 | The Front Runner                         | Gary Hart                     |                 |
| 2019 | Mysteriet om Herr Länk                   | Sir Lionel Frost              | Röstroll        |
| 2019 | Bad Education                            | Frank Tassone                 |                 |
| 2021 | Free Guy                                 | Masked Player in Alley        | Röstroll, cameo |
| 2021 | Reminiscence                             | Nicolas "Nick" Bannister      |                 |
| 2022 | The Son                                  | Peter Miller                  |                 |
| 2024 | Deadpool & Wolverine                     | Logan / Wolverine             |                 |
| 2026 | Three Bags Full: A Sheep Detective Movie | George Hardy                  | Kommande        |

### TV
| År        | Titel                          | Roll                      | Notering                                         |
| --------- | ------------------------------ | ------------------------- | ------------------------------------------------ |
| 1994      | Law of the Land                | Charles "Chicka" McCray   | Avsnitt: "Win, Lose and Draw"                    |
| 1995      | Correlli                       | Kevin Jones               | 10 avsnitt                                       |
| 1995      | Blue Heelers                   | Brady Jackson             | Avsnitt: "Just Desserts"                         |
| 1996      | The Man from Snowy River       | Duncan Jones              | 5 avsnitt                                        |
| 1998      | Halifax f.p.                   | Eric Ringer               | Avsnitt: "Afraid of the Dark"                    |
| 2001      | Saturday Night Live            | Värd                      | Avsnitt: "Hugh Jackman / Mick Jagger"            |
| 2003      | 57th Tony Awards               | Värd                      | TV-special                                       |
| 2004      | 58th Tony Awards               | Värd                      | TV-special                                       |
| 2005      | 59th Tony Awards               | Värd                      | TV-special                                       |
| 2007      | Viva Laughlin                  | Nicky Fontana             | Avsnitt: "Pilot", även producent                 |
| 2009      | Oscarsgalan 2009               | Värd                      | TV-special                                       |
| 2011      | Saturday Night Live            | Daniel Radcliffe          | Avsnitt: "Ben Stiller / Foster the People"       |
| 2014      | 68th Tony Awards               | Värd                      | TV-special                                       |
| 2020      | Home Movie: The Princess Bride | Prince Humperdinck        | Avsnitt: "Chapter One: As You Wish"              |
| 2021      | Big Mouth                      | Sig själv                 | Röstroll, avsnitt: "No Nut November"             |
| 2022-2023 | Human Resources                | Dante the Addiction Angel | Röstroll, 10 avsnitt                             |
| 2022      | The Simpsons                   | Vaktmästare               | Röstroll, avsnitt: "Poorhouse Rock"              |
| 2023      | Koala Man                      | Big Greg                  | Röstroll, 8 avsnitt                              |
| 2023      | Rick and Morty                 | Sig själv                 | Röstroll, avsnitt: "How Poopy Got His Poop Back" |
| 2024      | Megafauna                      | Berättare                 | 2 avsnitt                                        |

### Scen
| År        | Titel                          | Roll                  | Teater                                 |
| --------- | ------------------------------ | --------------------- | -------------------------------------- |
| 1994      | The Season at Sarsaparilla     | Okänd                 | Australien                             |
| 1994      | Thark                          | Okänd                 | Australien                             |
| 1995-1996 | Skönheten och odjuret          | Gaston                | Princess Theatre, Melbourne            |
| 1996-1997 | Sunset Boulevard               | Joe Gillis            | Regent Theatre, Melbourne              |
| 1998      | Oklahoma!                      | Curly McLain          | Olivier Theatre, London                |
| 1999      | Oklahoma!                      | Curly McLain          | Lyceum Theatre, London                 |
| 2002      | Carousel                       | Billy Bigelow         | Carnegie Hall, New York                |
| 2003-2004 | The Boy from Oz                | Peter Allen           | Imperial Theatre, New York             |
| 2006      | The Boy from Oz                | Peter Allen           | Turné i Australien                     |
| 2009      | A Steady Rain                  | Denny                 | Gerald Schoenfeld Theatre, New York    |
| 2011      | On the Twentieth Century       | Oscar Jaffee          | Roundabout Theatre Company, New York   |
| 2011      | Hugh Jackman: in Performance   | Sig själv             | Curran Theatre, San Francisco          |
| 2011      | Hugh Jackman: in Concert       | Sig själv             | Princess of Wales Theatre, Toronto     |
| 2011      | Hugh Jackman: Back on Broadway | Sig själv             | Broadhurst Theatre, New York           |
| 2014      | The River                      | The Man               | Circle in the Square Theatre, New York |
| 2015      | Broadway to Oz                 | Sig själv             | Turné i Australien                     |
| 2019      | The Man. The Music. The Show.  | Sig själv             | Världsturné                            |
| 2021-2023 | The Music Man                  | Professor Harold Hill | Winter Garden Theatre, New York        |